# Uberella
Uberella là một chi ốc biển, là động vật thân mềm chân bụng sống ở biển trong họ Naticidae, họ ốc mặt trăng.

## Các loài
Các loài thuộc chi Uberella bao gồm:
- Uberella alacris Dell, 1956
- Uberella barrierensis (Marwick, 1924)
- Uberella denticulifera (Marwick, 1924)
- Uberella vitrea (Hutton, 1873)